# Метлей (приток Суры)
Метлей — река в России, протекает по Сосновоборскому и Кузнецкому районам Пензенской области. Устье реки находится в 798 км по правому берегу реки Сура. Длина реки составляет 14 км.

## Данные водного реестра
По данным государственного водного реестра России относится к Верхневолжскому бассейновому округу, водохозяйственный участок реки — Сура от истока до Сурского гидроузла, речной подбассейн реки — Сура. Речной бассейн реки — (Верхняя) Волга до Куйбышевского водохранилища (без бассейна Оки).
Код объекта в государственном водном реестре — 08010500112110000035109.